# Владимирская провинция
Владимирская провинция — одна из провинций Российской империи. Центр — город Владимир.
Владимирская провинция была образована в составе Московской губернии по указу Петра I «Об устройстве губерний и об определении в оныя правителей» в 1719 году. Провинция делилась на четыре дистрикта: Владимирский, Вязниковский, Гороховецкий, Муромский. В состав провинции были включены города Владимир, Гороховец и Муром. По ревизии 1710 года в провинции насчитывалось 28,0 тыс. дворов.
В ноябре 1775 года деление губерний на провинции было отменено.